# Geleira Carstensz
A geleira Carstensz é uma geleira, ao leste de Puncak Jaya, na Indonésia.

## Características

Mapa animado da geleira, entre 1850 e 2003

A Geleira Carstensz é uma geleira de vale, localizada na Indonésia, nas Montanhas Maoke, que ficam na ilha da Nova Guiné, a leste de Puncak Jaya, o ponto mais alto da Indonésia e da Oceania. Encontra-se na face oeste do Carstensz Oriental e está ligada à geleira Van de Water, que fica a sudeste, e anteriormente à geleira Wollaston, que ficava a sul antes do seu derretimento completo, observado em 2000. Medindo cerca de 2 200 metros de comprimento, seu pico atingiu 4 800 metros acima do nível do mar e sua frente glacial estava no Vale Amarelo, a cerca de 4 400 metros acima do nível do mar no início dos anos 1970. Suas águas de degelo alimentam pequenos lagos que dão origem ao rio Aghawagon.
Potencialmente esquiável por 500 metros de queda vertical, sua superfície nunca foi descida em esquis.
A superfície da geleira Carstensz, especialmente em sua zona de ablação, está coberta por uma criovegetação composta por algas pertencentes à divisão das clorofitas, como Chlamydomonas antarcticus, Chlorosphaera antarctica, Mesotaenium berggrenii, Scotiella antarctica, Scotiella nivalis e <i id="mwWA">Scotiella norvegica</i> var. <i id="mwWQ">carstenszis</i>, bem como bactérias pertencentes à divisão cianófita, como <i id="mwXQ">Nostoc fuscescens</i> var. <i id="mwXg">cartenszis</i>. Esses micro-organismos formam associações criando aglomerados de células de tamanho centimétrico de cor marrom ou amarelo-marrom.

## História
No início da década de 1970, a geleira Carstensz tinha cerca de 2 200 metros de comprimento, e seu pico alcançava cerca de 4 800 metros, e sua frente de gelo estava no Vale Amarelo, com cerca de 4 400 metros. Desde 1936, a frente da geleira já havia recuado 553 metros, perdendo assim cem metros de altitude, enquanto a área da geleira diminuiu 0,35 quilômetro. Esse declínio continua, pois, em 2000, a geleira media apenas 0,747 quilômetro quadrado e 0,696 quilômetro quadrado em 2002.